# Emeterio González
Emeterio González Silva (* 11. April 1973 in San Juan y Martínez) ist ein ehemaliger kubanischer Speerwerfer.
Bei den Weltmeisterschaften 1995 in Göteborg und den Olympischen Spielen 1996 in Atlanta schied er in der Qualifikation aus.
Jeweils Siebter wurde er bei den Weltmeisterschaften 1997 in Athen und den Weltmeisterschaften 1999 in Sevilla, und bei den Olympischen Spielen 2000 in Sydney belegte er den achten Platz.
Bei den Weltmeisterschaften 2001 in Edmonton und 2003 in Paris/Saint-Denis scheiterte er in der Qualifikation.
Bei den Panamerikanischen Spielen gewann er 1995 in Mar del Plata, 1999 in Winnipeg und 2003 in Santo Domingo ebenso Gold wie bei den Zentralamerika- und Karibikspielen 1998. Außerdem wurde er 1997 und 2005 Zentralamerika- und Karibikmeister.
Seine persönliche Bestweite von 87,12 m (kubanischer Rekord) erzielte er am 3. Juni 2000 in Jena.
Im Dezember 2007 beendete er seine aktive Karriere mit der Teilnahme an einem internationalen Leichtathletikturnier in Havanna.
Anschließend wurde er als Referent in der Nationalen Leichtathletikkommission angestellt. 2000 hatte er sein Sportstudium abgeschlossen und wurde in die Kommunistische Partei Kubas aufgenommen.